# 十字豹蛛
十字豹蛛（学名：Pardosa crucifera）为狼蛛科豹蛛属的动物。在中国大陆，分布于山西等地。该物种的模式产地在山西。